# L-ペプチダーゼ
L-ペプチダーゼ(L-peptidase, EC 3.4.22.46)は、酵素である。以下の化学反応を触媒する。
自触媒反応により、口蹄疫ウイルスのポリプロテインから、Lys-Gly結合を加水分解することにより、自身を切断する。続いて、宿主細胞の開始因子eIF-4Gの-Gly-Arg-結合と-Lys-Arg-結合を切断する。
この酵素は、口蹄疫ウイルスによりコードされる。